# 吉野
吉野（よしの）是指過去日本大和國南部一帶（現在的奈良縣南部）的地名，廣義的範圍包括現在的吉野郡下的大淀町、下市町、吉野町、上北山村、川上村、黑瀧村、下北山村、天川村、十津川村、野迫川村、東吉野村及五條市南部的西吉野町地區和大塔町地區。狹義的範圍則特別是指吉野山到大峰山之間的山區；在日文中「吉野」的名稱具有適合狩獵的地方的意思，在日本的歷史書籍《古事記》和《日本書紀》中有記載應神天皇和雄略天皇在吉野狩獵的傳統。
在2004年，吉野和熊野三山、高野山一同以紀伊山地的聖地及朝聖路的名稱由联合国教育、科学及文化组织登記為世界遗产。

## 地理

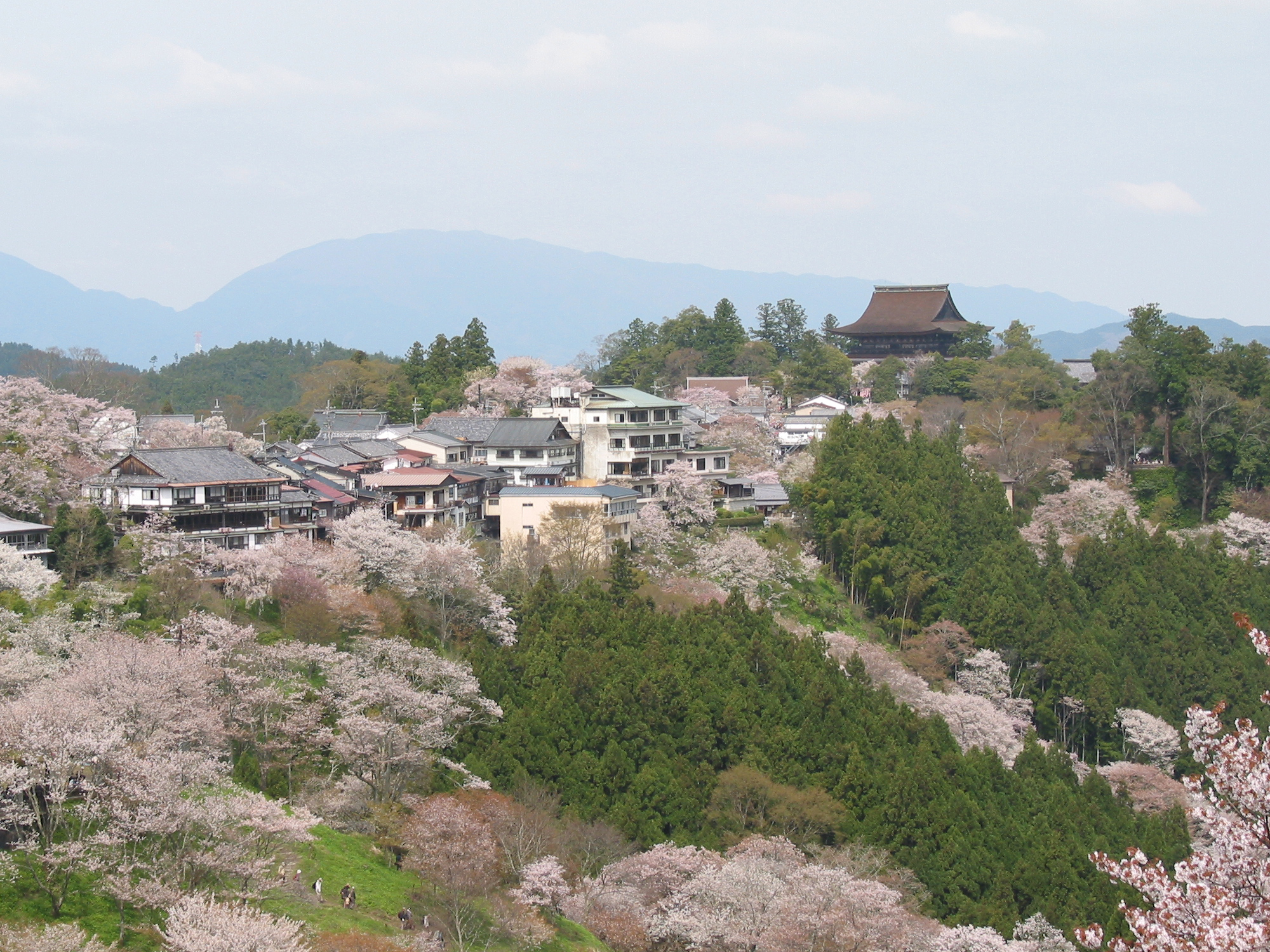
春天的吉野山

吉野位在紀伊半島中部、奈良盆地以南的紀伊山地之內，此區域內有包括高地、盆地、山地的地形，面積達約2,500平方公里。
吉野又可以分成口吉野和奧吉野，口吉野屬於吉野川流域，吉野川離開山區進入和歌山縣後即為紀之川，最終流入紀伊水道。奧吉野是大峰山以南，接鄰熊野地區（三重縣南部到和歌山縣東南部之間）的大峰山脈周邊山區，此區域過去也稱作大峰，在其中有由修驗者開闢可通往熊野的道路；奧吉野屬於十津川和北山川流域，這兩條河川都是熊野川的支流，在匯入熊野川後注入熊野灘。
吉野和熊野地區同是多雨地帶，也是經常遭受颱風侵襲的地方。此地是日本主要的林業地區，吉野杉和秋田杉、木曾檜被合稱為日本三大美林。吉野也同時也是觀賞櫻花的著名景點，但是在吉野最常見到的櫻花是山櫻，而不是被冠上吉野地名的染井吉野櫻。

## 歷史
「吉野（吉野地方）」的範圍依時代而有所不同，最初在7世紀以前的吉野原本指的是吉野川北岸與龍門山地之間的山谷平原，位於今天的大淀町和吉野町內；在特定的情況下，更可能是只有指吉野山及7世紀時天皇的離宮吉野宮的周邊區域。
不過之後吉野的範圍逐漸往南方的山區擴大，到現在整個位於奈良縣南部的吉野郡，包括已經自吉野郡併入五條市的西吉野町地區和大塔町地區，都算是吉野的範圍。

### 奈良時代以前
吉野的地名在歷史文獻中最早出現在《古事記》和《日本書紀》中，其中在敘述神武東征的過程時，在自熊野國前往大和國時寫到了經過吉野。
在日本書紀中也記載了歷代天皇和貴族多次到吉野狩獵或遊玩，或是皇族隱居於吉野，其中在約2世紀末的應神天皇時期首次出現了天皇離宮－吉野之宮；發生於7世紀的壬申之亂，大海人皇子最初就是隱居於吉野之宮，再從吉野起兵對抗大友皇子。此後在7世紀至8世紀期間的歌人包括柿本人麻呂、山部赤人、大伴旅人、大伴家持的作品中也大量出現關於吉野的作品。
在當時吉野由於是天皇離宮所在地及度假地點，因此在8世紀時一度設立了特別地方行政機關－芳野監來管理此地。
宗教與信仰
在佛教傳入日本之前，日本的信仰是以崇拜大自然的古神道為主，在現在的川上村所發現的繩紋時代宮之平遺跡中就有發現可能是祭壇的環狀石頭結構。
6世紀末推古天皇開始大力推廣佛教，於是各地開始興建佛教寺院，此時期之後吉野也開始出現多個寺院，吉野建於此時期的寺院包括：金峯山寺、榮山寺、大澤寺、世尊寺、龍門寺；其中知名咒術師役小角在吉野的金峰山修行時，創立了藏王權現，並結合了佛教和日本傳統的山嶽信仰，開創修驗道的信仰。

### 平安時代
平安時代後，或許是平安京的距離較遠，天皇較少來到吉野，但在9世紀期間仍有清和天皇、宇多天皇來到吉野拜訪各寺院的紀錄。
役小角開創的修驗道在平安時代初期一度斷絕，直到弘法大師空海的孫弟子聖保來到大峯山修行後，再度興起了修驗道的信仰，從此吉野的金峯山開始聚集大量山岳信仰的宗教及信徒，並逐漸擴大發展到整個吉野的地區。
11世紀時任左大臣的藤原道長來到金峯山參拜，帶動皇族、貴族前來金峯山參拜的風潮，此後包括藤原齊信、藤原賴通、藤原師通、白河上皇都有來到金峯山參拜的紀錄。

### 鎌倉時代以後
鎌倉時代末期，後醍醐天皇企圖推翻鎌倉幕府引起元弘之亂，其子護良親王即在吉野發兵對抗幕府，並在吉野城抵抗幕府軍；後醍醐天皇在瓦解鎌倉幕府後實施建武新政，引起武士階層的不滿，導致延元之亂的發生，後醍醐天皇戰敗後攜帶三神器逃至吉野，重新建立朝廷，成為南朝，與新成立的室町幕府所擁立的北朝對抗，使得日本進入南北朝時代，吉野也因此曾短暫成為南朝的首都；1392年南北朝統一後，仍有部分南朝遺臣持續留在吉野山區中繼續與室町幕府對抗直到15世紀末。
16世紀初期支配伊勢國的北畠晴具企圖進軍大和國，因此先控制了吉野，並在此區域與大和國的筒井氏、越智氏、十市氏、久世氏發生多次戰爭。
江戶時代後，此區域被劃為幕府直屬的天領，並在1795年由位於西北側宇智郡的五條代官所負責管理。

## 交通
進入吉野的鐵路交通以近畿日本鐵道的吉野線為主，可在奈良縣中部橿原市內經橿原線、大阪線、南大阪線轉乘；西日本旅客鐵道的和歌山線僅可抵達吉野西北部的五條地區。